# 김원태 (언론인)
김원태(1961년 1월 ~ )은 문화방송 감사이다. 서울특별시 출신이다.

## 경력
| 연도        | 제목                         |
| ----------- | ---------------------------- |
| 1986        | 문화방송 보도국 기자         |
| 2001        | 문화방송 정치부 부장         |
| 2005~2007   | 문화방송 보도국 LA 특파원    |
| 2009~2013   | 문화방송 논설위원실 논설위원 |
| 2013~2018.4 | 문화방송 심의위원            |
| 2018.4~2020 | 문화방송 iMBC 사장           |
| 2020~2023   | 문화방송 감사                |